# إيف براسور
إيف براسور هو مبارز بالسيف بلجيكي، ولد في 26 فبراير 1943 في غنت في بلجيكا، وتوفي في 11 أغسطس 2005.

## وصلات خارجية
- إيف براسور على موقع أوليمبيديا (الإنجليزية)